# Pseudophryne
Pseudophryne là một chi động vật lưỡng cư trong họ Myobatrachidae, thuộc bộ Anura. Chi này có 13 loài và 31% bị đe dọa hoặc tuyệt chủng.

## Hình ảnh

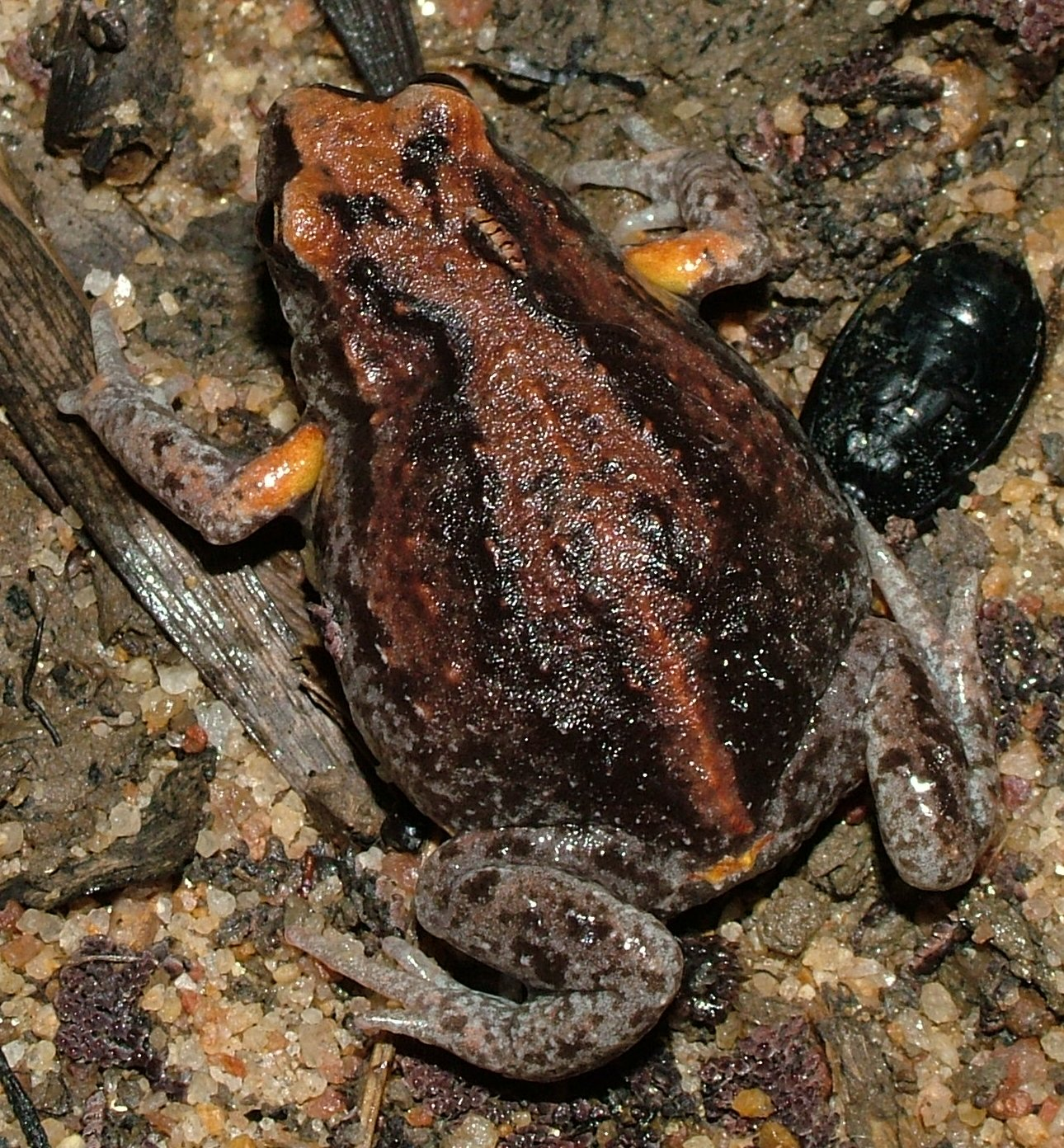
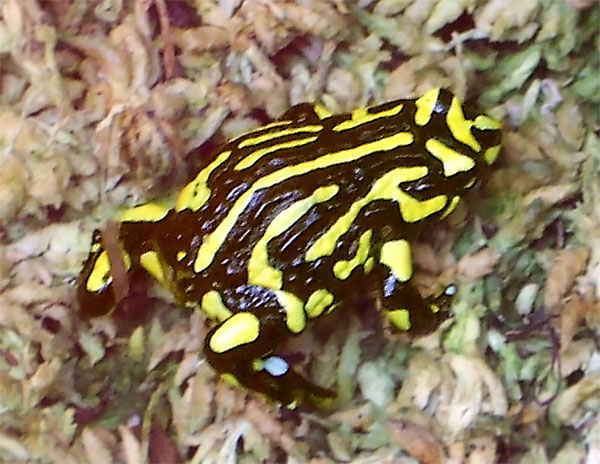